# Neptune (Schiff, 1993)
Die Neptune war eine Fähre, die in der Nacht vom 17. auf den 18. Februar 1993 vor Haiti sank. Bis heute ist unklar, wie viele Todesopfer das Fährunglück genau forderte. Verschiedenen Schätzungen zufolge starben zwischen 500 und 2000 Menschen.

## Geschichte
Das ältere Fährschiff mit drei Passagierdecks wurde im Passagierdienst an der haitianischen Küste, von entlegeneren Orten der Halbinsel zur haitianischen Hauptstadt Port-au-Prince eingesetzt. Verursacht durch die politische Situation auf Haiti befand sich die Fähre entsprechend den schlechten wirtschaftlichen Verhältnissen im Land in einem desolaten Zustand. Es befanden sich weder Seefunkgeräte, Rettungsboote, Schwimmwesten oder andere nennenswerte Rettungsmittel an Bord. Da die Neptune als einzige Verbindung mancher Orte auf ihrer Route fungierte, wurde sie regelmäßig bis an die Grenze des Machbaren mit Holzkohle, Vieh, landwirtschaftlichen Erzeugnissen und anderen Gütern beladen. Ebenso häufig wurden weit über die vorgesehene Anzahl von maximal 600 bis 650 Personen, für die die Fähre vorgesehen war, bis zu 2.000 Passagiere an Bord genommen.
Zum Zeitpunkt des Unglücks befand sich die Neptune unter dem Kommando von Kapitän Benjamin St. Clair auf der wöchentlichen, etwa 200 Seemeilen langen Nachtpassage vom entlegenen Ort Jérémie im Westen der südlichen Halbinsel nach Port-au-Prince. Nachdem der Fährdienst in den Wochen vor der Reise eingestellt gewesen war, da die Eigner des Schiffes befürchteten, dieses könnte gekapert und zu einem Fluchtversuch in die Vereinigten Staaten benutzt werden, hatte sich eine besonders große Zahl an Reisenden eingefunden. Erschwerend kam hinzu, dass andere zu Fluchtversuchen gekaperte Fährschiffe nach ihrer Aufbringung durch die US Coast Guard versenkt worden waren, was den Mangel an Fährschiffsraum im Land weiter erhöhte. Es waren etwa 800 offizielle Fahrkarten für die Reise verkauft worden, wobei sich normalerweise ein unterschiedlich großer Prozentsatz von zusätzlichen Passagieren ohne Karten an Bord befand. So waren bei dieser Überfahrt Schätzungen zufolge zwischen 1.500 und 2.500 Menschen an Bord des Schiffes (abweichende Quellen).
Die Fähre sank aus ungeklärten Gründen noch vor der Dämmerung des 18. Februar 1993 während beständigen starken Regens. In einem Interview in einem örtlichen Radiosender sagte der Kapitän, der das Unglück überlebte, dass ein besonders heftiger Regenschauer auf die Fähre niedergegangen wäre, welche daraufhin Wasser machte. Die verängstigten Passagiere liefen alle auf eine Seite des Schiffs und brachten es damit zum Kentern. Anderen Aussagen zufolge brachen Teile des Decks ein, als ein großer Teil der Fahrgäste auf eine Seite des Schiffes strömte, was zu einem Wassereinbruch und dem anschließenden Kentern führte. Kapitän St. Clair gelang es mit Hilfe treibender Trümmerteile, sich mit einer Gruppe von etwa 60 Leuten an Land zu retten. Bis zum Abend des Tages gelang es zwischen 141 und 300 Personen (abweichende Quellen) an Land zu schwimmen oder auf See gerettet zu werden. Erst als am Folgetag Leichen an die Strände des südlicheren Orts Mirogoane und der Insel Petit-Goave gespült wurden, wurde die Nachricht vom Sinken des Schiffs publik. Es wurden Boote der US Coast Guard zur Unglücksstelle beordert, die aber zu spät vor Ort waren, um noch Leben zu retten.